# 圣昂德
圣昂德（法語：Saint-Andeux，法語發音：[sɛ̃t‿ɑ̃dø]）是法国科多尔省的一个市镇，属于蒙巴尔区。

## 地理
圣昂德（47°24'1"N, 4°5'56"E）面积11.84 平方千米，位于法国勃艮第-弗朗什-孔泰大區科多尔省，该省份为法国中东部省份，北起奥布省，西接涅夫勒省和约讷省，南至索恩-卢瓦尔省，东南接汝拉省，东临上索恩省，东北部与上马恩省接壤。
与圣昂德接壤的市镇（或旧市镇、城区）包括：鲁夫赖、圣日耳曼德莫代翁、比西耶尔、圣莱热沃邦。

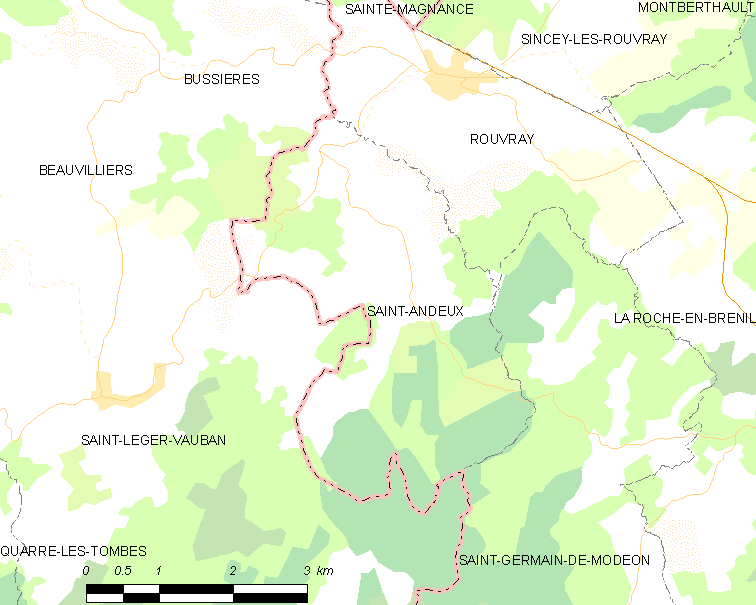
圣昂德的OSM定位图

圣昂德的时区为UTC+01:00、UTC+02:00（夏令时）。

## 行政
圣昂德的邮政编码为21530，INSEE市镇编码为21538。

## 政治
圣昂德所属的省级选区为欧苏瓦地区瑟米尔县。

## 人口

1962-2008年间圣昂德人口变化图示

圣昂德于2022年1月1日时的人口数量为118人。